# Larsonella pumila
Larsonella pumila är en fiskart som först beskrevs av Helen K. Larson och Hoese, 1980.  Larsonella pumila ingår i släktet Larsonella och familjen smörbultsfiskar. Inga underarter finns listade i Catalogue of Life.